# Pattada
Pattada (sardinsky: Patàda) je italská obec (comune) v provincii Sassari v regionu Sardinie. Nachází se ve výšce 794 metrů nad mořem a má přibližně 2 900 obyvatel. Rozloha obce je 164,88 km².